# Catmon
Catmon est une municipalité de la province de Cebu, au nord-est de l'île de Cebu, aux Philippines.

## Généralités
Elle est entourée des municipalités de Carmen au sud, Sogod au nord, Tuburan à l'ouest et de la Mer des Camotes à l'est.
Elle est administrativement constituée de 19 barangays (quartiers/districts/villages) :
- Agsuwao
- Amancion
- Anapog
- Bactas
- Bongyas
- Basak
- Binongkalan
- Cabungaan
- Cambangkaya
- Can-ibuang
- Catmondaan
- Duyan
- Ginabucan
- Macaas
- Panalipan
- Tabili
- Tinabyonan
- San Jose Pob. (Catadman)
- Corazon (Pob.)
- Flores (Pob.)

Sa population en 2019 est d'un peu moins de 35 000 habitants.